# Украинка (Барвенковский район)
Украинка (укр. Українка), село, 
Мечебиловский сельский совет,
Барвенковский район,
Харьковская область.
Код КОАТУУ — 6320484003. Население по переписи 2001 г. составляет 226 (108/118 м/ж) человек.

## Географическое положение
Село Украинка находится на правом берегу реки Бере́ка, на противоположном берегу находится село Дмитровка.
Часть села раньше называлась Вольное.

## История
- При СССР село было наименовано Украинкой в честь Украинской Советской Социалистической Республики.
- До образования Харьковской области село входило в Изюмский округ.

## Название
При СССР в области прошла «волна» переименований значительной части населённых пунктов, в «революционные» названия — в честь Окт. революции, пролетариата, сов. власти, Кр. армии, социализма, Сов. Украины, деятелей «демократического и революционного движения») и новых праздников (1 мая и др.) Это приводило к путанице, так как в одной области рядом могли оказаться сёла с одинаковыми новыми названиями — например, Украинка (Ахтырский район), Украинка (Волчанский район), Украинка (Балаклейский район), Украинка (Барвенковский район), Украинка (Красноградский район) и Украинское (Волчанский район), Украинское (Змиевской район), Украинское (Лозовской район), Украинское (Харьковский район), названные в честь УССР.
На территории УССР (и Украины до 2014 года) находились 29 населённых пунктов с названием Украинка.

## Экономика
В селе при СССР была молочно-товарная ферма.

## Достопримечательности
- На противоположном, левом берегу реки находятся остатки Украинской оборонительной линии.